# Episodi di Blocco 181 (prima stagione)
La prima stagione della serie televisiva Blocco 181, composta da otto episodi, è stata trasmessa in prima visione assoluta sul canale satellitare italiano Sky Atlantic dal 20 maggio al 10 giugno 2022. Gli episodi sono stati inoltre trasmessi in simulcast sul canale Sky Cinema Due e Sky Cinema 4K. Tutti gli episodi sono stati resi disponibili in anteprima su Sky On Demand tre giorni prima della loro trasmissione televisiva.
| nº | Titolo originale | Prima TV originale |
| -- | ---------------- | ------------------ |
| 1  | Episodio 1       | 20 maggio 2022     |
| 2  | Episodio 2       | 20 maggio 2022     |
| 3  | Episodio 3       | 27 maggio 2022     |
| 4  | Episodio 4       | 27 maggio 2022     |
| 5  | Episodio 5       | 3 giugno 2022      |
| 6  | Episodio 6       | 3 giugno 2022      |
| 7  | Episodio 7       | 10 giugno 2022     |
| 8  | Episodio 8       | 10 giugno 2022     |

## Episodio 1
- Diretto da: Giuseppe Capotondi
- Scritto da: Dario Bonamin, Francesca De Lisi e Giuseppe Capotondi

### Trama
Milano. L'area periferica del Blocco 181 viene controllata dai ragazzi del Blocco, guidati dal boss Nicola Rizzo; tuttavia, l'arrivo dei pandilleros latino-americani della Misa ne sconvolge gli equilibri e porta allo scontro per la supremazia nel territorio in una rivalità sempre più crescente: i sudamericani pestano a sangue Roman e gli uomini di Rizzo rispondono facendo irruzione con i passamontagna a una loro festa. Intanto Bea, la sorella di Ricardo, il boss della Misa ora in carcere, dopo una serata in discoteca finisce a letto con Ludovico, uno dei corrieri al servizio del signore della cocaina Lorenzo Curzi. Bea si scontra con Mahdi, amico di Ludo e nipote di Nicola Rizzo, e poco dopo uno della Misa ruba il motorino di Ludo al cui interno sono nascoste diverse dosi di cocaina che avrebbe dovuto consegnare.

## Episodio 2
- Diretto da: Giuseppe Capotondi
- Scritto da: Andrea Nobile e Giuseppe Capotondi

### Trama
Ludo e Mahdi riescono a farsi ridare il motorino grazie a Bea e tutti e tre si mettono a consegnare la cocaina in città per aiutare Ludo a recuperare il tempo perso. Rizzo cerca di tranquillizzare Lorenzo e il suo tirapiedi Snake sul loro giro di affari e fa tenere sotto controllo il loro magazzino che è il ristorante di Curzi. Nel frattempo, Ludo, Mahdi e Bea ci hanno preso gusto e, quando Ludo viene cacciato da Snake, decidono di mettersi in proprio rubando la droga dal magazzino di Lorenzo.

## Episodio 3
- Diretto da: Giuseppe Capotondi
- Scritto da: Dario Bonamin, Giuseppe Capotondi, Francesca De Lisi, Paolo Vari e Stefano Voltaggio

### Trama
Lorenzo è su tutte le furie per il furto subìto e Mahdi sottoposto a un interrogatorio da Snake. Nessuno, però, pensa che siano stati i ragazzi a rubare la droga che loro iniziano a piazzare a una festa della Milano da bere. Mahdi, Bea e Ludo finiscono per fare sesso a tre in una piscina mentre Nicola Rizzo nella sua autofficina viene preso di mira dagli uomini di Victor, il capo provvisorio della Misa vista l'assenza di Ricardo.

## Episodio 4
- Diretto da: Matteo Bonifazio
- Scritto da: Dario Bonamin, Matteo Bonifazio, Giuseppe Capotondi, Francesca De Lisi, Paolo Vari e Stefano Voltaggio

### Trama
Rizzo e i suoi uomini sono appostati fuori dal campo dei latino-americani e, dopo un pedinamento, sequestrano Victor e Pulga, uno dei suoi scagnozzi, con lo scopo di spaventarli. Mahdi chiama Bea per avvertirla di non far reagire i pandilleros e che avrebbe risolto la situazione in poco tempo. La mattina seguente Victor riesce a disarmare un uomo di Rizzo uccidendo Pulga e una volta tornato al campo comunica ai suoi che il ragazzo invece è stato eliminato dai rivali italiani.
Intanto Snake se la prende con Rinaldi, il titolare della discoteca Rocket, perché non vuole dirgli da chi sta comprando la cocaina.

## Episodio 5
- Diretto da: Ciro Visco
- Scritto da: Dario Bonamin, Francesca De Lisi, Paolo Vari e Stefano Voltaggio

### Trama
Lorenzo viene a sapere da Rinaldi che Snake ha scoperto chi li ha fregati. Questo però non gli ha detto niente e si è messo a pedinare Ludo. Lorenzo affronta Snake pensando che sia stato lui a rubare la cocaina e, dopo aver sparato al suo cane, gli ordina di restituirgli la merce. 
Nel frattempo, nel quartiere il clima è sempre più pesante: i latino-americani celebrano il funerale di Pulga con una processione per le strade, Mahdi giura a Bea di non avere colpe e lei litiga con il fratello durante una visita in carcere poiché lui le dice di rimanere al proprio posto e di lasciare fare Victor di cui si fida ciecamente. Quest'ultimo però sta cercando in tutti i modi di ingraziarsi il gruppo della Misa e di aizzarli contro gli italiani. Isa, sorella di Ludo affetta da disturbi psichici, una sera esce nuda per strada con in mano una bottiglia rotta e così la polizia la fa portare via. Da casa di Ludo sparisce poi la droga che lui e i suoi due amici avevano rubato a Lorenzo.
- Altri interpreti: Roberto Accornero (Federico)

## Episodio 6
- Diretto da: Ciro Visco
- Scritto da: Dario Bonamin, Francesca De Lisi, Paolo Vari e Stefano Voltaggio

### Trama
Mahdi, Ludo e Bea scoprono che a rubare la droga è stato Snake accettando successivamente di diventare suoi soci al 50%. I ragazzi si dirigono poi a Genova per ritirare della cocaina e Mahdi ne approfitta per rivedere dopo tanto tempo suo padre che è detenuto nel carcere di Marassi. Lo scambio risulta essere complicato perché Mauro, il contatto di Snake, cerca di truffarli impossessarsi dei loro soldi ma Mahdi, dopo aver estratto una pistola e aver sparato un colpo al muro, scappa insieme agli amici. A Milano, intanto, Ricardo è uscito dal carcere in semilibertà e si presenta a sorpresa a casa spiazzando tutti, compreso Victor che pensava di poterlo sostituire definitivamente come capo. Rizzo dice a Lorenzo che vuole far uccidere Ricardo in carcere.
- Altri interpreti: Gianmaria Martini (Mauro)

## Episodio 7
- Diretto da: Ciro Visco
- Scritto da: Andrea Nobile, Paolo Vari e Stefano Voltaggio

### Trama
Bea rivede il fratello Ricardo, il quale davanti a tutti smaschera Victor e lo marchia con il fuoco. Ricardo, dopo aver cacciato il suo vecchio amico dalla Misa, incorona poi sua sorella come segundera, ovvero sua vice. Lorenzo deve molti soldi a un personaggio intoccabile e accetta la proposta di Ricardo di diventare suo socio nello spaccio di cocaina. Snake e Mahdi iniziano a reclutare dei "cavallini" che interessati ad abbandonare Lorenzo e lavorare per loro come spacciatori. L'uomo che ha il compito di uccidere Ricardo in carcere fallisce nel tentativo e viene fatto fuori dallo stesso Ricardo nelle cucine del centro di detenzione.

## Episodio 8
- Diretto da: Ciro Visco
- Scritto da: Dario Bonamin, Francesca De Lisi, Paolo Vari e Stefano Voltaggio

### Trama
Snake, Mahdi e Ludo vengono attaccati per strada dai pandilleros di Ricardo mandati da Lorenzo, ma il trio riesce a scappare. Snake si apposta poi sotto casa di Lorenzo ma questo riesce a scappare. Negli stessi istanti Rizzo, che aveva appuntamento con Lorenzo alla sua autorimessa, viene sequestrato e ucciso dai latino-americani. Il corpo dell'uomo viene successivamente rinvenuto in un campo poco lontano dal Blocco 181. Bea si scontra con il fratello il quale le fa capire di sapere tutto quello che sta facendo con i ragazzi. Snake stana Lorenzo nel centro massaggi che è solito frequentare e tra i due parte lo scontro a fuoco, da cui si scopre successivamente che Lorenzo ne è uscito ferito, ma incolume. Infine, mentre Ludo trascorre del tempo con sua sorella Isa, Mahdi si siede alla scrivania di Rizzo meditando su come consumare la propria vendetta. Bea taglia la barba a Ricardo, abbandonando dunque il proposito di lasciare la Misa.